# Itame vsolum
Itame vsolum là một loài bướm đêm trong họ Geometridae.